# NGC 687
NGC 687 este o galaxie lenticulară situată în constelația Andromeda. A fost descoperită în 21 septembrie 1786 de către William Herschel. Se află la o distanță de 56,49 de megaparseci de Pământ.